# Cinco Leyes

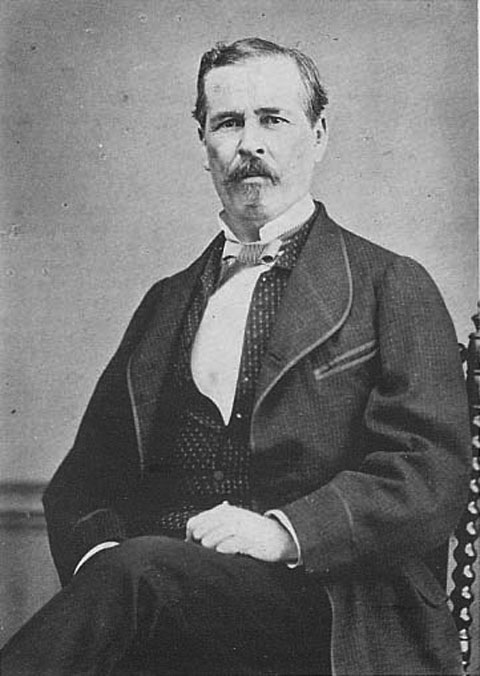
Félix María Zuloaga.

Cinco Leyes es el nombre con el que se denomina a los decretos emitidos en enero de 1858 por el general conservador Félix María Zuloaga, quien había sido nombrado presidente interino del gobierno mexicano por una Junta de representantes. 
De acuerdo al Plan de Tacubaya, se desconoció a la recién redactada Constitución Federal de los Estados Unidos Mexicanos de 1857 y al Congreso que la había aprobado. Las leyes que no se aceptaban eran básicamente aquellas que afectaban a los intereses y bienes de la Iglesia católica. La sociedad mexicana se encontró dividida e inmersa en un conflicto conocido como la Guerra de Reforma durante tres años.

## Antecedentes
El proceso de la redacción, discusión y aprobación de la Constitución de 1857 duró aproximadamente un año. Mientras los diputados liberales radicales o puros y los liberales moderados avanzaron en la revisión y aprobación de artículos, el Partido Conservador y los dirigentes de la Iglesia católica en México siguieron muy de cerca los acontecimientos. En Zacapoaxtla, Antonio de Haro y Tamariz organizó un levantamiento armado el cual fue abatido por las fuerzas federales, se sospechó de un financiamiento por parte de la Iglesia y se determinó confiscar los bienes eclesiásticos. Durante un sermón, el arzobispo Antonio de Labastida reclamó la acción del gobierno, por lo que fue desterrado en mayo de 1856. No obstante, las críticas a la confiscación continuaron desde el periódico conservador La Sociedad. En Maravatío estalló un motín a consecuencia de un sermón pronunciado por el obispo Munguía. En septiembre de 1857, Comonfort confiscó y clausuró el Convento de franciscanos en la Ciudad de México, pues se descubrió una conspiración. En Michoacán, Querétaro, Veracruz, y Puebla se realizaron sublevaciones indígenas, quienes creían de forma errónea que sus títulos de propiedad les serían confiscados. En Iguala, el coronel Diego Castrejón se levantó en armas, el movimiento fue sofocado por el general Benito Haro. En la Ciudad de México el arzobispo José Lázaro de la Garza y Ballesteros declaró que los católicos no podían jurar la nueva Constitución. En octubre el general conservador Tomás Mejía tomó la plaza de Querétaro, al enterarse de que fuerzas federales había partido en su contra, abandonó el lugar. Los levantamientos bajo el grito de "religión y fueros" continuaron en los estados de México, Veracruz, Puebla, Tamaulipas, Nuevo León, Coahuila, San Luis Potosí y Zacatecas.
En diciembre de 1857, el general Félix María Zuloaga promulgó el Plan de Tacubaya, cuyo objetivo primordial era desconocer la carta magna. El presidente Ignacio Comonfort convencido de que su popularidad había bajado por las reformas eclesiásticas y que era imposible gobernar con la nueva constitución se adhirió al plan, pero en el estado de Veracruz una contrarrevolución propinó un fuerte golpe a las fuerzas de Comonfort. Zuloaga sospechó de la lealtad del mandatario, y este se vio forzado a renunciar a la presidencia en enero de 1858. Conforme a la carta magna Benito Juárez fue su sucesor, en Guanajuato su nombramiento fue ratificado por quienes apoyaban a la constitución. Sin embargo Juárez tuvo que mantener errante su gobierno por diversos estados de la república, pues fue perseguido por las fuerzas militares de los conservadores.

## Nombramiento de Zuloaga y del Consejo de Gobierno
La presión ejercida por el clero y los conservadores desembocó en la toma del Palacio Nacional. Conforme a lo establecido en el Plan de Tacubaya, el día 21 de enero de 1858 se publicó la lista de las personas que formaron la Junta que habría de nombrar al jefe del Estado: Pedro Echeverría por Aguascalientes, Juan Vértiz por Coahuila, Manuel Larrainzar por Chiapas, Manuel Fernández de Córdova por California, Juan Rodríguez de San Miguel por Colima, el general Luis G. Osollo por Chihuahua, Guadalupe Arriola por Durango, Luis G. Cuevas por Distrito, José Mariano Campor por Guerrero, Mariano Moreda por Guanajuato, José Miguel Arroyo por Yucatán, el general José de la Parra por Jalisco, Antonio Morán por Michoacán, Luis G. Chávarri por el estado de México, el general Ignacio M. y Villamil por Nuevo León, Manuel Régules por Oaxaca, Francisco J. Miranda por Puebla, el obispo de Tenagra por Querétaro, José María Rincón Gallardo por San Luis Potosí, Pedro Jorrín por Sonora, José María Andrade por Sinaloa, José Joaquín Pesado por Tabasco, José Bernardo Couto por Veracruz, Gregorio Mier y Terán por Tlaxcala, Hilario Elguero por Tamaulipas, José Ignacio Pavón por Zacatecas, Felipe Rodríguez por Isla del Carmen y Juan B. Ormaechea por Sierra Gorda. Después de cantar el Te Deum se realizó la votación, el general Féliz María Zuloaga obtuvo 26 votos, el general Miguel María de Echegaray 1 voto y el general Antonio López de Santa Anna 1 voto. El día 23 de enero, a las doce del día, Zuloaga realizó su juramento:

"Juro á Dios y prometo á la nación mexicana desempeñar con honor y lealtad las funciones de presidente interino de la República, que se me han conferido conforme al plan proclamado en Tacubaya el 17 de diciembre de 1857 y reformado en México el 11 de enero de 1858, acatando la religión, sosteniendo la independencia, promoviendo empeñosamente la unión entre todos los mexicanos, y mirando en cuanto hiciere por el bien de la nación".

José Ignacio Pavón fue el encargado de contestar el juramento, recordó el Plan de Iguala destacando los objetivos de mantener las garantías del mismo: "Religión, Independencia y Unión".  Zuloaga nombró a su gabinete, Luis G. Cuevas en Relaciones Exteriores, Manuel Larrainzar en Justicia y Negocios Eclesiásticos, Juan Hierro Maldonado en Fomento y de forma interina Hacienda, y José de la Parra en Guerra.  Una vez establecido su gabinete se nombró al Consejo de Gobierno:
| Departamento   | Consejero propietario        | Consejero suplente         | Departamento     | Consejero propietario            | Consejero suplente        |
| -------------- | ---------------------------- | -------------------------- | ---------------- | -------------------------------- | ------------------------- |
| Aguascalientes | Tomás López Pimentel         | Gral. José Rincón Gallardo | San Luis Potosí  | José Joaquín Pesado              | Agustín Rada              |
| Coahuila       | Juan B. Ormaechea            | Manuel Díaz Zimbrón        | Sonora           | Obispo de Tenagra                | José Miguel Jiménez       |
| Chiapas        | Francisco Iturbe             | José María Zaldivar        | Sinaloa          | [José María Andrade]             | Manuel Pacheco            |
| Chihuahua      | Pedro Jorrín                 | Ramón Morales              | Tabasco          | Hermenegildo Viya y Cossío       | Gral. Pánfilo Barasorda   |
| Durango        | José G. Arriola              | Pedro Ahumada              | Tamaulipas       | Joaquín M. del Castillo y Lanzas | Juan Martína Garza Flores |
| Guanajuato     | Mariano Moreda               | Joaquín Obregón            | Veracruz         | Bernardo Couto                   | Joaquín Muñoz y Muñoz     |
| Guerrero       | José Joaquín Rosas           | General Benito Haro        | Yucatán          | Joaquín Haro y Tamariz           | Félix Beístegui           |
| Jalisco        | José María Cuevas            | Crispiano del Castillo     | Zacatecas        | Pedro Echeverría                 | Pedro Ramírez             |
| Michoacán      | José R. Malo                 | Gral. José María Ugarte    | Distrito         | Gregorio Mier y Terán            | Ignacio Cortina Chávez    |
| México         | Luis G. Chávarri             | Juan Arías Ozta            | T. de California | Gral. Rafael Espinosa            | Joaquín Flores            |
| Nuevo León     | Gral.Ignacio Mora y Villamil | Manuel Carpio              | Colima           | Juan Rdgz.de San Miguel          | Juan María Flores         |
| Oaxaca         | Miguel Atristain             | Fernando Mangino           | Sierra Gorda     | Ángel Pérez Palacios             | Ignacio Piquero           |
| Puebla         | Francisco X. Miranda         | Antonio Pérez Almendaro    | Isla del Carmen  | Antonio Icaza                    | Bonifacio Gutiérrez       |
| Querétaro      | Juan N. Vértiz               | Ramón Samaniego            | Tlaxcala         | José López Ortigosa              | Ignacio Bernal            |

## Proclamación de las Cinco Leyes
Una vez establecido el Consejo de Gobierno, el 28 de enero de 1858, el presidente interino Félix María Zuloaga decretó las Cinco Leyes las cuales revertían las recientes reformas efectuadas por los liberales:
1. Se restablecen los fueros eclesiásticos con la extensión que tenían al 1 de enero de 1853.
2. Se restablecen los fueros militares con la extensión que tenían al 1 de enero de 1853.
3. Se restablece la Suprema Corte de Justicia a la forma en que existía el 22 de noviembre de 1855.
4. Se deroga la ley de obvenciones parroquiales.
5. Se deroga la ley de desamortización.
Se devolvieron los empleos a los remisos a jurar la constitución. Se expuso un programa cuyo objetivo sería oponerse "al destructor sistema constitucional", y establecer una administración "que lo conserve todo". El 31 de enero de 1858, el general Zuloaga por medio del delegado apostólico notificó al papa Pío IX las acciones realizadas por el Partido Conservador al tenor de la reestructuración en la organización política, la cual iba acorde con los "sentimientos del pueblo mexicano" que ante todo querían la adhesión sincera a la Silla Apostólica, y el restablecimiento del orden para olvidar la persecución que había vivido la Iglesia católica. Comprometió a su gobierno estrechar las relaciones Iglesia-Estado y pidió la bendición papal. En la carta de respuesta, fechada el 18 de marzo, el papa Pío IX manifestó su alegría por las noticias recibidas y alentó a la nueva administración a conseguir sus propósitos.

## Consecuencias
En la Ciudad de México, la victoria de los conservadores y la huida del gobierno de Juárez hizo pensar a los simpatizantes del Partido Conservador y del clero que todo regresaría a la vida cotidiana que se tenía en años anteriores. Los generales conservadores Miguel Miramón y Leonardo Márquez comenzaron a tener importantes victorias, al inicio de la Guerra de Reforma la balanza se inclinó en favor de las fuerzas conservadoras. Legislativamente los conservadores solo emitieron las Cinco Leyes derogativas.  Durante el gobierno constitucional e itinerante de Juárez se emitieron nuevas Leyes de Reforma, después de tres años, las fuerzas liberales al mando de los generales Ignacio Zaragoza, Jesús González Ortega y Santos Degollado, entre otros, consiguieron la victoria y regresaron a la capital. Félix Zuloaga abandonó el país. El ministro de Relaciones Melchor Ocampo solicitó a los representantes de España Joaquín Francisco Pacheco, de la Santa Sede Luis Clementi, de Guatemala Felipe Neri del Barrio y de Ecuador Francisco de P. Pastor abandonar el país, por haber favorecido a los conservadores. De igual forma fueron desterrados el arzobispo De la Garza y cuatro obispos más.
Los generales conservadores Miguel Miramón, Leonardo Márquez y Tomás Mejía mantuvieron una lucha de guerrillas. Tras el fusilamiento de Melchor Ocampo perpetrado el 3 de junio de 1861, el gobierno de Juárez decidió invertir un gran presupuesto para perseguir a los culpables.  Los generales Santos Degollado y Leandro Valle Martínez también fueron capturados y ejecutados. El 17 de julio el Congreso decidió decretar una suspensión de pagos. España, Gran Bretaña y Francia acordaron formar una alianza tripartita en la Convención de Londres para reclamar la deuda contraída por el gobierno mexicano. Las intenciones de los franceses fueron más allá de los reclamos económicos, la excursión de la alianza tripartita desembocó en la Segunda Intervención Francesa en México, la coyuntura fue aprovechada por los conservadores quienes apoyaron a los franceses para establecer así, el Segundo Imperio Mexicano. El gobierno constitucionalista tuvo que mantenerse errante. Cuando Napoleón III retiró el apoyo del ejército francés, los liberales pudieron vencer al ejército imperialista que era ayudado por los conservadores. En 1867 se logró restablecer la República y su Constitución en todo el territorio mexicano.